# Тайный дневник Лоры Палмер
«Тайный дневник Лоры Палмер» (англ. The Secret Diary of Laura Palmer) — роман, написанный Дженнифер Линч, дочерью режиссёра Дэвида Линча, от лица Лоры Палмер — героини созданного Линчем телесериала «Твин Пикс». Дневник был опубликован в конце 1990 года после показа на телевидении первого восьмисерийного сезона телесериала, в котором описываются события 1989 года, связаные с расследованием убийства Лоры Палмер, старшеклассницы из небольшого городка Твин Пикс. В дневнике, охватывающем период с 1984 по 1989 год, показана тайная жизнь Лоры Палмер начиная с 12-летнего возраста, в том числе раскрывается история её вовлечения в проституцию и употребление алкоголя и наркотиков. Дневник многократно упоминается во втором сезоне телесериала, в котором продолжается расследование убийства девушки, а также в приквеле «Твин Пикс: Сквозь огонь».
На русский язык роман переведён Ю. Кацнельсон и впервые издан в сборнике «Твин Пикс» 1993 года.

## Сюжет
Лора начинает вести дневник 22 июля 1984 года, в день своего 12-летия, который она отмечает с родителями и своей подругой Донной. Вскоре к ней приезжает погостить её двоюродная сестра Мэдди, которая старше на два года. Мэдди приоткрывает для Лоры и Донны мир более взрослой жизни, Лора начинает тайно курить. В дневнике описываются видения Лоры по ночам, которые часто бывают устрашающими: в частности, Лоре кажется, что её в лесу преследует человек с длинными седыми волосами, и что он пытается раздвинуть ей ноги. В конце августа, перед школой, у Лоры, как она и ожидала, начинается менархе. Записи этого года заканчиваются в сентябре, когда Лора начинает подозревать, что кто-то ещё заглядывал в её дневник.
Вновь записи начинаются через год, в октябре 1985 года. Лора продолжает дружить с Донной, также они знакомятся с тремя молодыми канадцами и тайно проводят с ними время, в том числе куря марихуану, распивая алкоголь и купаясь голышом в реке. Также Лора пересказывает свои сны, которые в основном имеют мистическую и устрашающую природу. При этом она не хочет, чтобы кто-то узнал всё, что она пережила, и она вновь надолго бросает вести дневник. Он возобновляется в апреле 1986 года. Лора пишет о том, что пытается быть хорошей и правильной и не думать о сексе. Несмотря на отличную успеваемость в школе, Лора признаётся, что никогда ещё не чувствовала себя хуже. Она рассказывает про БОБа, который часто по ночам посещает и мучит её. В июле 1986 года Лора признаётся, что не отмечала своё 14-летие, так как хотела побыть одна. Она живёт двумя жизнями параллельно: в образе «хорошей» девочки-отличницы и в образе «плохой» девочки, в которую её хочет превратить БОБ. Также Лора начинает встречаться с ровесником по имени Бобби, который достаёт для неё марихуану. Со временем она начинает употреблять и кокаин, который покупает у Лео. В дневнике она признаётся, что ненавидит БОБа за то, что тот испортил её и наполнил грязными мыслями, при этом слова БОБа с угрозами Лоре начинают появляться на страницах её дневника. Лора надеется, что чем хуже она будет себя вести, тем скорее БОБ оставит её в покое.
В декабре 1987 года Лора начинает заниматься с умственно отсталым Джонни, сыном Хорнов. Она сближается с Лео и Жаком, а Бобби всё больше втягивается в торговлю наркотиками. Время от времени Лора с завязанными глазами принимает участие в оргиях, которые Лео устраивает возле дома Жака в лесу. Она отправляет письмо в журнал Fleshworld, который публикует анкеты и фотографии девушек. В феврале 1988 года Лора приводит на страницах дневника список тех, с кем у неё был сексуальный опыт: это сорок человек не считая тех, чьих имён она не знает (приведены только инициалы, начиная с «Б.», то есть БОБа). В те же дни она против воли оказывается в отеле с несколькими пьяными водителями грузовика, но чудом спасается, подмешав им в пиво валиум. При встрече с Донной Лора чувствует, что они отдалились друг от друга. Одновременно с этим Лора чаще общается с Ронетт, с которой она встретилась у Лео и Жака. Они обе начинают работать в отделе косметики в магазине Хорна. Лора замечает, что её бойфренд Бобби проявляет всё больше симпатии к Шелли, жене Лео. В июле 1988 года в день 16-летия Лора размышляет о том, насколько её жизнь, испорченная БОБом, отличается от той, о которой она когда-то мечтала. Также Лора обнаруживает, что беременна, при этом она не представляет, от кого. Она начинает мечтать о смерти как наилучшем выходе, в дневнике появляются вырванные страницы. Она просит БОБа забрать её жизнь, но он отвечает, что ещё не время и что Лора сначала должна «пройти через огонь».
Втайне от родителей Лора делает аборт. Она на некоторое время прекращает употреблять наркотики и перестаёт участвовать в оргиях в хижине Лео и Жака в лесу. Также она заводит знакомство с Гарольдом Смитом, который боится выходить из дома. Менеджер в магазине Хорна предлагает Лоре начать работу хостес в борделе под видом казино «Одноглазый Джек». Параллельно Лора договаривается с Нормой Дженнингс из закусочной «Дабл Р» начать благотворительный проект по доставке еды (Meals on Wheels) малоподвижным пожилым людям Твин Пикса. Также Лора знакомится с владелицей лесопилки Джози Пакард и предлагает заниматься с ней английским языком. На одном из сеансов с Джонни Лора сближается с доктором Лоуренсом Джакоби и начинает тайно посещать его в офисе, рассказывая о своей тёмной стороне. На Рождество доктор дарит Лоре магнитофон и кассеты, чтобы она могла наговаривать на них рассказы о своих ощущениях.
В 1989 году Лора делает лишь несколько записей в дневнике. Она упоминает визиты к затворнику Гарольду Смиту и занятия английским с Джози Паккард, которая пытается соблазнить Лору. В октябре после ссоры с управляющей «Одноглазого Джека» Блэки О’Рейли Лора решает покинуть заведение. Во время сеансов с доктором Джакоби она признаётся ему, что полюбила Джеймса Хёрли. В дневнике Лора пишет, что знает, кто такой БОБ, и хочет всем рассказать об этом, и ещё о том, что она боится смерти. Она просит не ненавидеть её, поскольку она не хотела становиться такой, какой стала. Дневник обрывается после октября 1989 года, последние записи идут без датировки. Лора отмечает, что отдаёт дневник на хранение Гарольду.

## Отличия в хронологии
Согласно книге, Лора Палмер погибла вскоре после конца октября 1989 года, когда ей было 17 лет. Это не соответствует хронологии фильма, в котором действие начинается в феврале 1989 года и также утверждается, что Лоре было 17 лет (хотя её день рождения в июле). Различия могут быть связаны с темпоральными аномалиями, в целом свойственными вселенной сериала.

## Восприятие
В октябре 1990 года книга заняла 4-ю позицию в списке бестселлеров в мягкой обложке The New York Times. В ноябре книгу опубликовало британское издательство «Penguin Books». В газете Entertainment Weekly роман назвали верным духу телесериала.
В мае 2017 года была выпущена аудиокнига, которую озвучила исполнительница роли Лоры, актриса Шерил Ли.